# Zoophthorus nigrescens
Zoophthorus nigrescens là một loài tò vò trong họ Ichneumonidae.